# مقاطعة أندرو (ميزوري)
مقاطعة أندرو (بالإنجليزية: Andrew County)‏ هي إحدى المقاطعات في ولاية ميزوري في الولايات المتحدة الأمريكية.

## أعلام
- ويليام كلاي كول